# Army Men: Toys in Space
Army Men: Toys in Space è il terzo videogioco della serie Army Men, pubblicato il 13 ottobre 1999 per windows, è il seguito di Army Men II.

## Trama
Nel Mondo Reale, un disco volante si schianta nel territorio occupato dalle forze Marroni. La Repubblica interviene subito, e il dittatore che la comanda, si impegna nel capire come sfruttare la nuova tecnologia rinvenuta a suo vantaggio contro la nazione Verde. Sarge intanto viene inviato a distruggere l'astronave proprio per evitare il peggio, e non appena vi riesce, viene contattato da una trasmissione proveniente da un luogo vicino, da parte in un individuo sconosciuto che richiede aiuto.
Più tardi scoprirà, assieme ai suoi uomini, che si tratta dell'Esercito Galattico (nell'originale inglese Galattic Army), capitanati da Tina Tomorrow, l'inviatrice del messaggio. Mentre si recano al QG Verde, vengono sorpresi dalla fazione degli Alieni Spaziali (Space Alien), composta da giocattoli arancioni multiforme, che ben presto si alleeranno con la Repubblica Marrone. La capitale Verde viene attaccata e Sarge, con Tina, dopo una strenua difesa, scappa assieme alla popolazione in un posto più sicuro. In seguito scopre un portale per il mondo dell'aliena e lo attraversa per andare a salvarlo dall'attacco dei nuovi nemici extraterrestri.
Col tempo, i due soldatini, localizzeranno il QG degli invasori sul pianeta dell'Esercito Galattico, e correndo ad affrontarlo, cercheranno Overlord, il signore delle creature aliene. Sarge e Tina quindi uccidono prima le guardie a difesa del loro signore e poi abbattono anche la mente che stava dietro agli attacchi al popolo Verde e a quello Spaziale. Intanto il dittatore tramite un dispositivo di visione a distanza, assiste alla sconfitta dei suoi nuovi alleati, aspettando il giorno in cui potrà prendersi la rivincita su Sarge. La vittoria è schiacciante, e Sarge e Tina si godono la festa per la vittoria.

## Modalità di gioco
Vengono introdotte due nuove fazioni, ognuna con soldatini diversi, l'Esercito Galattico con individui maschili, femminili e anche robot, mentre gli Alieni Spaziali con diverse forme come ragni, larve e droni. Il sistema a Slot è rimasto invariato da AM II, ma ci sono nuove armi come i laser, e potenziamenti che permettono ai soldatini di correre più velocemente o di resistere di più ai colpi nemici. Veicoli nuovi sono ad esempio il rover spaziale.